# 1690 en droit
Chronologie en droit

Cet article présente les faits marquants de l'année 1690 en droit.

## Événements
- 4 juin : les Vaudois sont amnistiés et sont recrutés par l’armée de Victor-Amédée II de Savoie[1].

- 16 octobre : Diploma Leopoldinum majus ; l'Empereur, en contrepartie de la reconnaissance de son autorité en Transylvanie, promet de respecter les privilèges de la noblesse et des Églises, et place le général Frédéric Veterani à la tête du gouvernement pendant la minorité d'Abaffi II[2].

- 1er décembre : signature à Hambourg par Bidal d’Asfeld et Luigi Ballati d’un traité de neutralité entre la France et le Hanovre, antidaté du 27 novembre, pour que les subsides puissent partir du mois de novembre[3]. Action diplomatique en Allemagne du Nord du baron Bidal d’Asfeld. Malgré d’importants subsides distribués au duc de Hanovre, à l’évêque de Munster, au roi de Danemark et au duc de Wolfenbüttel, il échoue à les rallier à la France (1690-1694)[4].